# Philodromus chambaensis
Philodromus chambaensis là một loài nhện trong họ Philodromidae.
Loài này thuộc chi Philodromus. Philodromus chambaensis được Benoy Krishna Tikader miêu tả năm 1980.